# Loi de Grosch
Pour les articles homonymes, voir Grosch.
 (janvier 2016).
Si vous disposez d'ouvrages ou d'articles de référence ou si vous connaissez des sites web de qualité traitant du thème abordé ici, merci de compléter l'article en donnant les références utiles à sa vérifiabilité et en les liant à la section « Notes et références ».
La loi de Grosch est une loi (au sens scientifique) concernant l'informatique, en particulier les ressources, le coût et la puissance des ordinateurs. 
Elle vient de l'observation que la combinaison des ressources informatiques sur une même machine a un effet multiplicatif et non pas additif.
Elle s'énonce généralement de la manière suivante: la puissance réelle d'un ordinateur croît généralement bien plus vite que son coût. Elle suggère donc que d'importantes économies d'échelle sont possibles en allant vers le gigantisme. 
Ainsi, une machine dont on augmente la vitesse permet la résolution de nouveaux problèmes. Une autre machine dont on augmente la taille mémoire aussi. Si on effectue les deux opérations sur la même machine, alors cela permet de surcroit de résoudre des classes de problèmes additionnels qui n'auraient été abordables par aucune des deux machines modifiées prises séparément.
Herbert Grosch pense pouvoir en déduire une loi implacable et dont l'énoncé influencera toute l'informatique des années 1960 et 1970 : il faut procéder à toutes les améliorations possibles sur une même machine centrale et en partager les ressources. 

## Critique par Bruno Lussato
Bruno Lussato conteste vers 1971 la validité de cette loi. Il met en évidence les problèmes suivants :
- Le partage à distance des ressources est loin d'être gratuit (il faudra attendre 1995 pour que le coût des communications baisse plus vite que celui de l'informatique, de 80 % par an pendant les dix ans qui suivront, grâce à la fibre optique et à la fin des monopoles [réf. souhaitée]) ;
- L'éloignement géographique et organisationnel entre services centraux et utilisateurs aboutit à des lenteurs de réaction et à des services inadaptés : « pourquoi faire la queue à la soupe populaire au lieu de se mitonner chez soi le potage exact dont on a envie ? » ;
- Les ordinateurs géants sont plus complexes que des petits et donc plus difficiles à gérer (instabilité due à l'empilement progressif de logiciels et aux incompatibilités entre eux qui se découvrent à presque chaque changement de version de l'un de leurs composants) ;
- Les liaisons par satellites possèdent des temps de latence qui leur ôtent une grande partie de leur intérêt en mode interactif.

Il n'est pas alors entendu.

## La course à la puissance
Développer des ordinateurs puissants devient l'objectif de nombreux constructeurs, voire des axes stratégiques des pays (Plan Calcul en France). Le cinéma lui-même sera influencé, avec des films comme Alphaville de Jean-Luc Godard ou 2001, l'Odyssée de l'espace de Stanley Kubrick. Le vice-président d'IBM, Lewis Branscomb, a même une idée visionnaire : cet ordinateur pourra être installé en orbite géostationnaire, loin de toute vibration, poussière ou risque naturel, alimenté par un courant très stable grâce à des panneaux solaires, et disponible depuis le monde entier. Tout au plus admet-il qu'il en faudra plusieurs afin que chaque pays en ait un visible sous sa longitude, et qu'il sera bon de les interconnecter.
Les administrations se voient donc équipées d'ordinateurs centraux de plus en plus puissants (la Sécurité sociale, vu la dispersion géographique de son activité et le peu d'intérêt de centraliser ce qu'il est inutile d'interconnecter, gardera 17 centres de calcul distincts). On remarque toutefois que combiner toutes les améliorations sur la même machine au lieu de disposer de machines spécialisées interconnectées augmente la complexité de réalisation et de coordination de celle-ci, et donc aussi les coûts afférents, ce qui avait été sous-estimé par Grosch.
L'ère des ordinateurs géants n'empêche d'ailleurs pas l'apparition de niches : les mini-ordinateurs de DEC et HP dès la fin des années 1960, les premières notions de réseau local (Ethernet et ARCnet) au milieu des années 1970, et enfin une floraison de stations de travail, puis de micro-ordinateurs dans les années 1980. Ces domaines restent d'abord marginaux et n'ont que des parts de marché modestes, en tout cas en termes de budget, même s'il en va très différemment en termes de puissance brute installée. 
Le développement de la micro-informatique et des réseaux locaux dans les années 1980 inversa la tendance ; IBM, qui ne remit pas en cause assez tôt la loi de Grosch perdit sa quasi-hégémonie en matière d'informatique. Les petites solutions furent alors à la mode, les coûts mis en évidence par Lussato, devenus majoritaires dans le prix d'un système à la suite de la baisse des coûts du matériel, rendaient les gros systèmes plus onéreux que les petits (l'espace disque sur un gros système revient typiquement 40 fois plus cher que sur un PC). Même les gros disques des mainframes se virent supplantés par des matrices redondantes de disques bon marché / tableaux redondants de disques indépendants (RAID).
Avec la chute du prix des transmissions, on assiste dans la fin des années 1990 à un léger retour à la mode de systèmes plus importants : les coûts humains de maintenance, en particulier du réseau, étant devenus plus grand que ceux du matériel et des communications, il est de nouveau plus avantageux de regrouper les systèmes de stockage, souvent dans des entreprises extérieures, et parfois même avec une duplication de sites pour des raisons de sécurité. Plusieurs sociétés prévoient une généralisation de cette tendance : le micro-ordinateur idéal pourrait redevenir un simple terminal, sans moyen de stockage en propre, donc libéré des préoccupations de virus informatique, de sauvegarde et de fuites d'informations commerciales ou industrielles. On redécouvre une notion qui avait été introduite avec les stations de travail : la notion de poste diskless (sans disque dur).

## Ce qu'avait oublié Grosch
Grosch avait négligé plusieurs facteurs dans son modèle :
1. La valeur ajoutée de l'interconnexion ;
2. La baisse différentielle de coûts sur les grandes séries ;
3. Les limites physiques de la complexité ;
4. Les bases de la télémétrique.

### Valeur ajoutée de l'interconnexion
Être le premier (et le seul) à disposer d'un téléphone, fût-il le plus perfectionné du monde, ne donne pas à l'appareil un intérêt bien grand. Mais plus il existe de téléphones et plus l'intérêt d'en acquérir un, même d'entrée de gamme, devient évidente. 
Il en va de même pour les réseaux d'ordinateurs : l'interconnexion de machines géographiquement distantes, ou bien de machines spécialisées, permet de résoudre au mieux les besoins locaux, tout en permettant des consolidations globales : l'accroissement de flexibilité compense, et bien au-delà, la perte de performance locale.
Sun Microsystems ira jusqu'à faire sien le slogan né à Berkeley selon lequel l'ordinateur, c'est le réseau lui-même. L'affirmation était alors un peu prématurée, le réseau de l'époque (10 Mb/s tombant à 3,7 Mb/s seulement en utilisation congestionnée), rendant parfois impensable jusqu'au simple backup nocturne de toutes les stations) et constituant non pas le point fort, mais précisément le goulet d'étranglement des flux d'information. L'Ethernet commuté et ses versions à 100Mb/s et 1Gb/s, ainsi que les réseaux rapides FDDI, CDDI et ATM, débloqueront—dans les années 1990 seulement—la situation.
IBM fera amende honorable tardivement en se lançant dans le grid computing, en patronnant des initiatives comme le Généthon, et en lançant le principe de l'informatique à la demande établie sur des bases de réseau. Elle se pose aujourd'hui en soutien actif de ce genre de solutions.
La clairvoyance de Lussato sera reconnue tardivement aussi… par quelques décorations, dont la Légion d'honneur. Mais il est alors à la veille de la retraite. Dans l'intervalle, la France s'est fourvoyée pendant plus de vingt ans dans un coûteux et peu efficace Plan Calcul de réalisation de mainframes alors que des places de premier rang étaient à prendre dans le domaine de la micro-informatique, ce dont atteste le succès de firmes comme Dell et Microsoft. Ironie du sort, on considère—même aux USA—que le premier micro-ordinateur du monde était l'œuvre du français Truong Tong Thi, qui ne reçut pratiquement pas de soutien des ministères.

### Baisse de prix des très grandes séries
Une règle qui se vérifie grossièrement dans beaucoup de domaines est que lorsqu'on multiplie son expérience industrielle par un facteur 10, on arrive à baisser ses coûts de 30 % (comme pour toutes les lois scalantes, le côté ad hoc de cette « loi » reste jusqu'à nouvel ordre un peu suspect, et elle n'est à considérer que pour une estimation de principe). Il y avait environ 600 000 mainframes dans le monde en 1980, à comparer avec les 200 millions de PC estimés en 1998. Ce rapport de 333 ouvre des potentiels d'économie de coût de nature à fausser la loi de Grosch.

### Limites physique de complexité
En dépit de la loi de Moore, on peine, en 2004, à augmenter la puissance des microprocesseurs pour des questions relatives à l'échauffement des microcircuits qui croît comme le carré de leur fréquence de fonctionnement. La solution retenue est, pour le moment, de multiplier les processeurs sur une puce comme le proposent les architectures PowerPC en 2002 puis Intel et AMD en 2004, ou de garnir, comme jadis sur l'ordinateur géant Control Data, la puce de ses propres processeurs périphériques, solution retenue pour créer le Cell. Même à l'intérieur d'une unique puce donc, la concentration ponctuelle semble, à partir d'une certaine taille, pouvoir être remplacée de façon rentable par la parallélisation, mais dont seulement une partie des programmes peut espérer, par nature, tirer parti de façon efficace (graphique, calcul numérique intensif, langages parallèles comme APL, etc.). Une autre approche est d'exécuter plusieurs programmes simultanément, des coroutines par exemple, ou même des applications différentes.